# Matka Polka

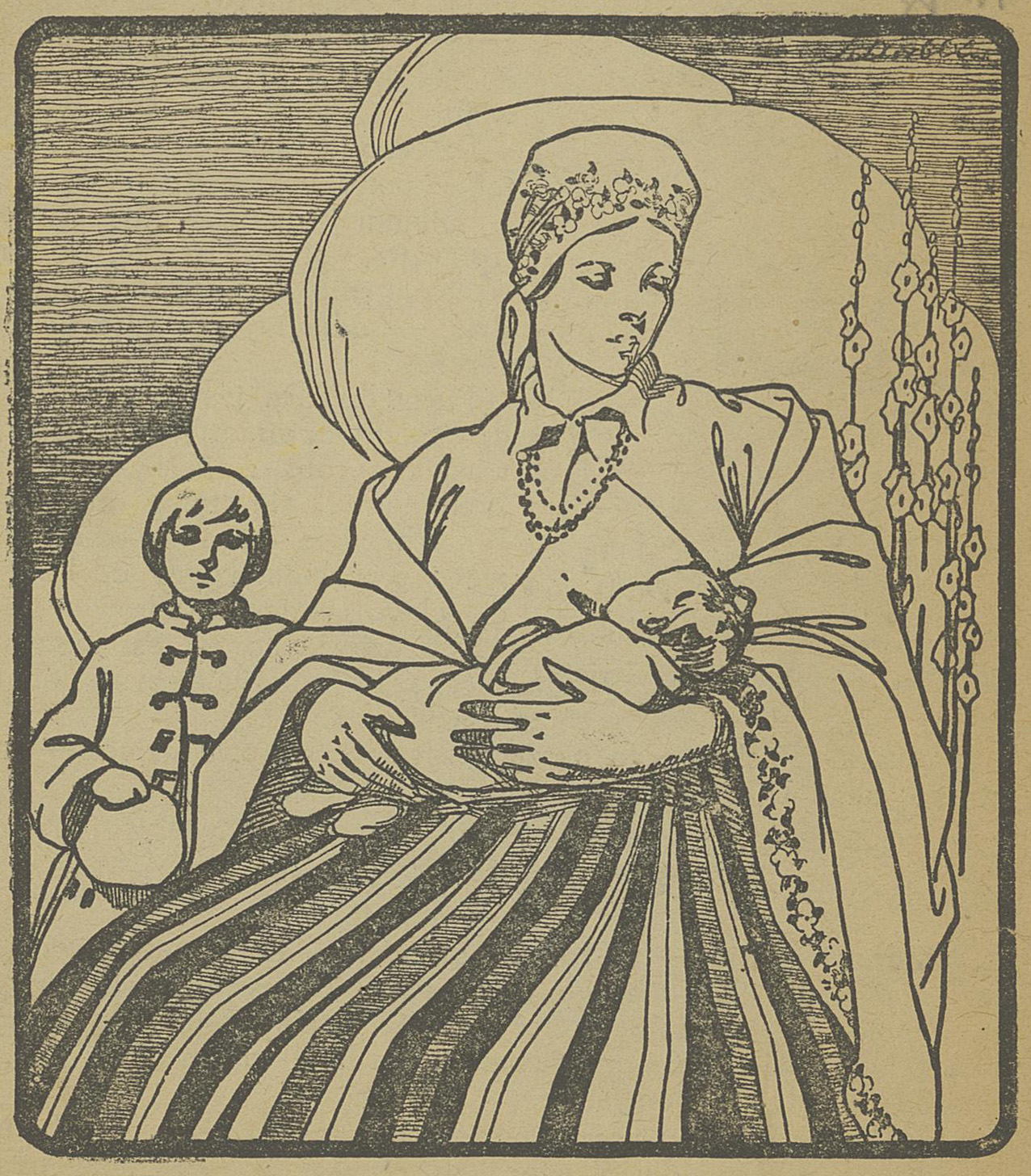
Rysunek ilustrujący publikację „Do matek Polek”, ok. 1925 rok

Matka Polka, także matka-Polka lub Matka-Polka – polski symbol kobiety patriotycznej, która całe swoje życie poświęciła rodzinie i wychowaniu dzieci jako matka. Pełni rolę mitu społecznego.

## Historia
Archetyp jest zakorzeniony w historii Polski. Powstał, gdy kraj ten utracił niepodległość; po napisaniu przez Adama Mickiewicza utworu pt. Do Matki Polki (1830); inną postacią w twórczości tego poety, którą można zaklasyfikować jako Matkę Polkę, jest pani Rollison z Dziadów. W okresie, gdy państwo polskie było w trakcie konfliktu zbrojnego, okupacji wojennej czy pod zaborami, to najczęściej kobiety musiały opiekować się walczącymi mężczyznami, a także prowadzić gospodarstwo lub interesy. W czasie komunizmu i Polskiej Rzeczypospolitej Ludowej (1952–1989), kiedy mężowie działali politycznie, kobiety nie tylko musiały łączyć pracę zawodową z licznymi obowiązkami rodzinnymi, ale także nierzadko same angażowały się w działalność opozycyjną. Współcześnie bycie matką postrzegane jest raczej w kontekście godzenia ról zawodowych i rodzinnych aniżeli jako wypełnianie obowiązku względem ojczyzny, stąd też ideał Matki Polki nie ma już takiego znaczenia jak dawniej.

## Opis Matki Polki

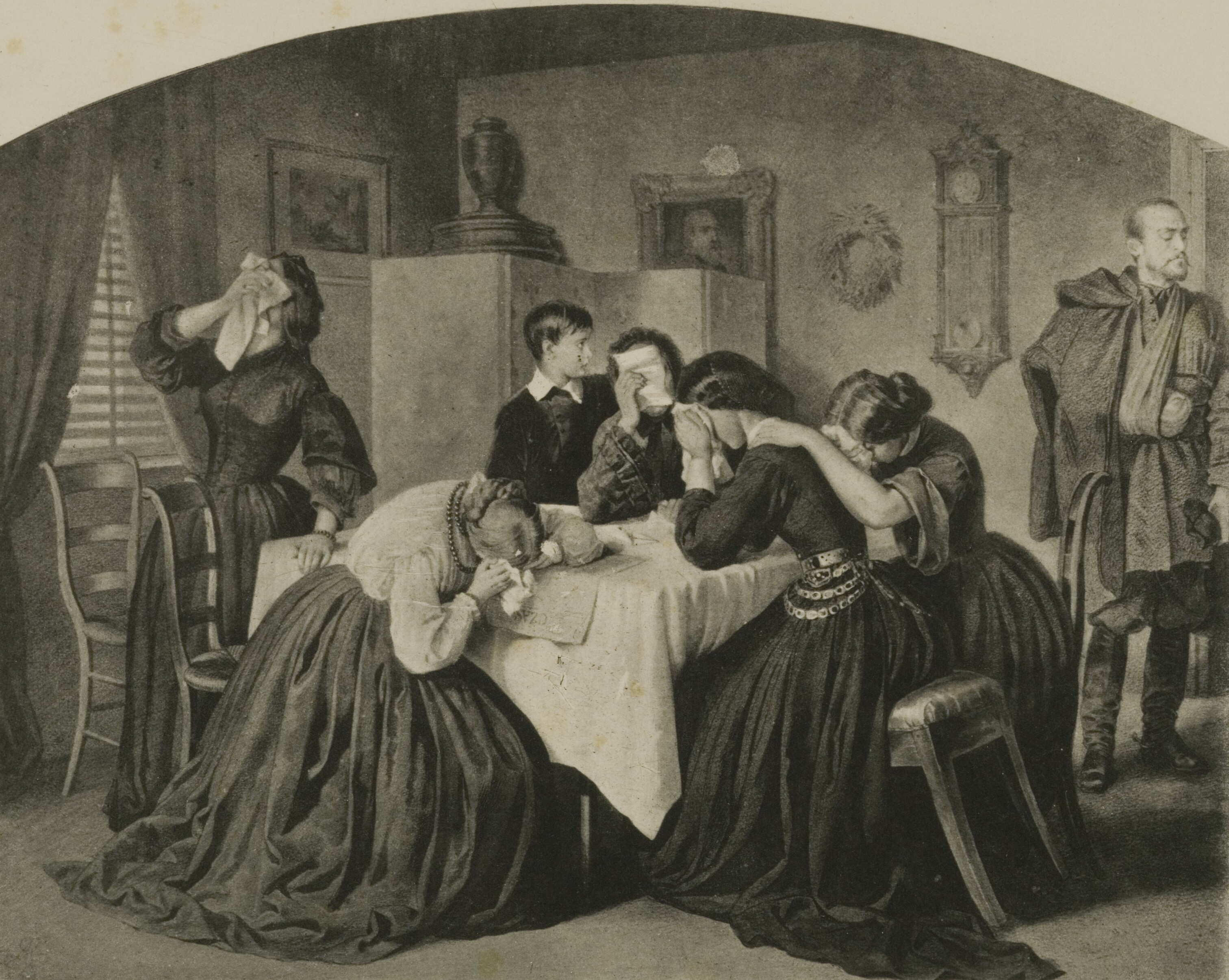
Żałobne wieści, Artur Grottger

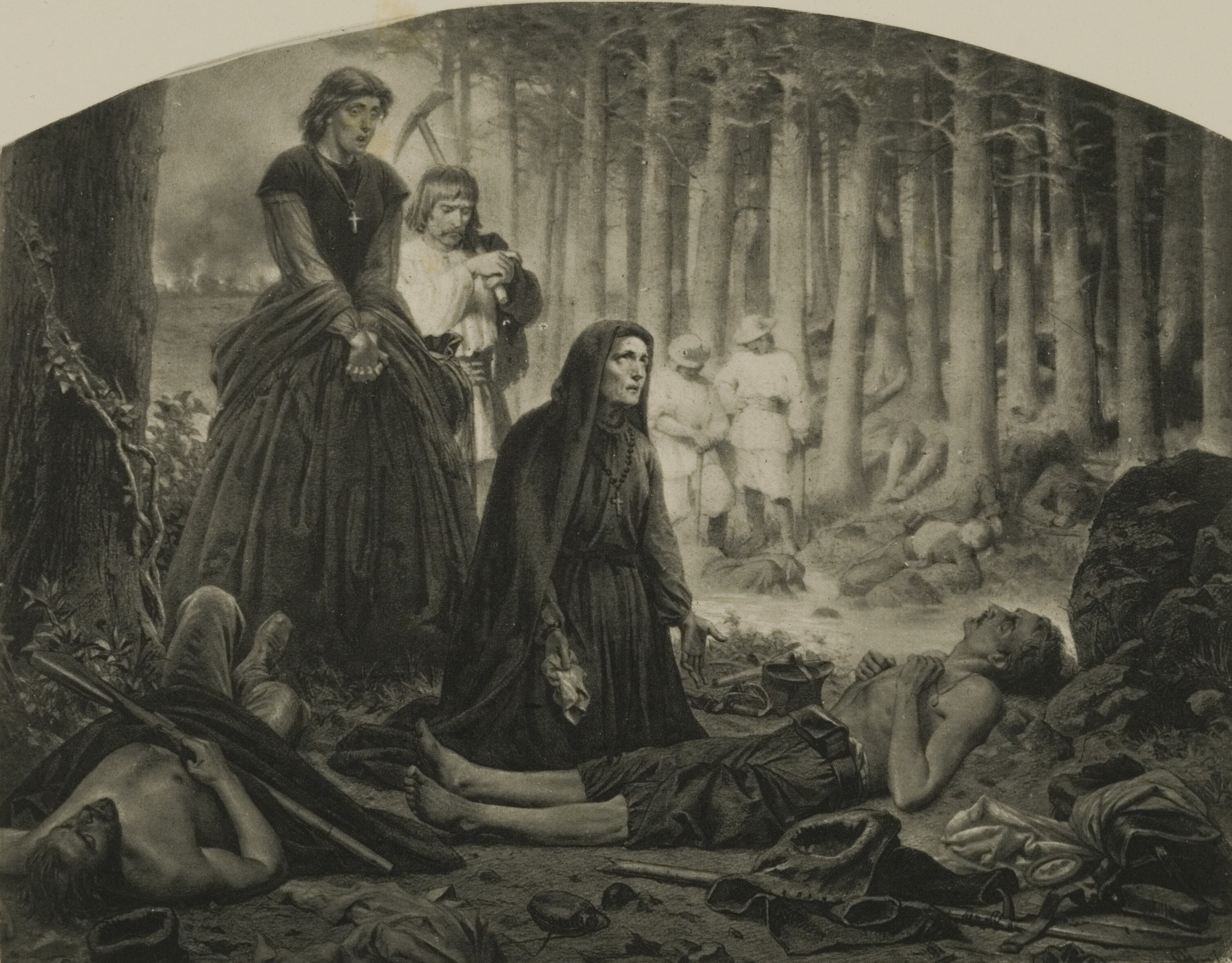
Na pobojowisku, Artur Grottger

Zadaniem Matki Polki jest wychowanie dzieci w duchu patriotycznym, w umiłowaniu wolności oraz w poszanowaniu dla języka ojczystego i kultury. Tym samym, działając w ramach swojego życia rodzinnego, równocześnie służy społeczeństwu; traktowano to jako formę zaangażowania politycznego. Najczęściej jest to osoba wielozadaniowa, zmęczona i zapracowana, ale także heroiczna i gotowa do poświęceń. Symbol uwzględnia również element wyznaniowy, określając Matkę Polkę jako katoliczkę.
Stereotyp Matki Polki pojawia się również jako antonim kobiety feministycznej. Odpowiada za to dyskurs katolicko-prawicowy, który opowiada się za utrzymaniem tradycji narodowych poprzez odpowiednie wychowanie dzieci i młodzieży. Ponadto świadomość istotnej roli, jaką pełnią Matki Polki w narodzie, zniechęcała kobiety do walki o równouprawnienie.
Czasami Matka-Polka była widziana jako odpowiednik samej Matki Bożej.
Określenie to nie posiada odpowiedników w innych językach.

## Wpływ na popkulturę
Wpływ Matki Polki na kulturę popularną widnieje między innymi w obrazach Artura Grottgera: Żałobne wieści oraz Na pobojowisku. Na ten temat powstało wiele publikacji naukowych, książek (m.in.: Zuzanna Orlińska, Matka Polka, czy seria Nietypowa Matka Polka autorstwa Anny Szczepanek) i utworów muzycznych (w tym singel Marie pt. „Matka Polka”, czy utwór Izy Kowalewskiej pod tym samym tytułem z albumu Nocna zmiana).
W 1973 r. na placu mostowym w Raciborzu odsłonięto Pomnik Matki Polki autorstwa Jana Borowczaka.
Imię Matki Polki nosi Instytut Centrum Zdrowia w Łodzi, specjalizujący się w zakresie położnictwa, neonatologii, ginekologii oraz pediatrii.

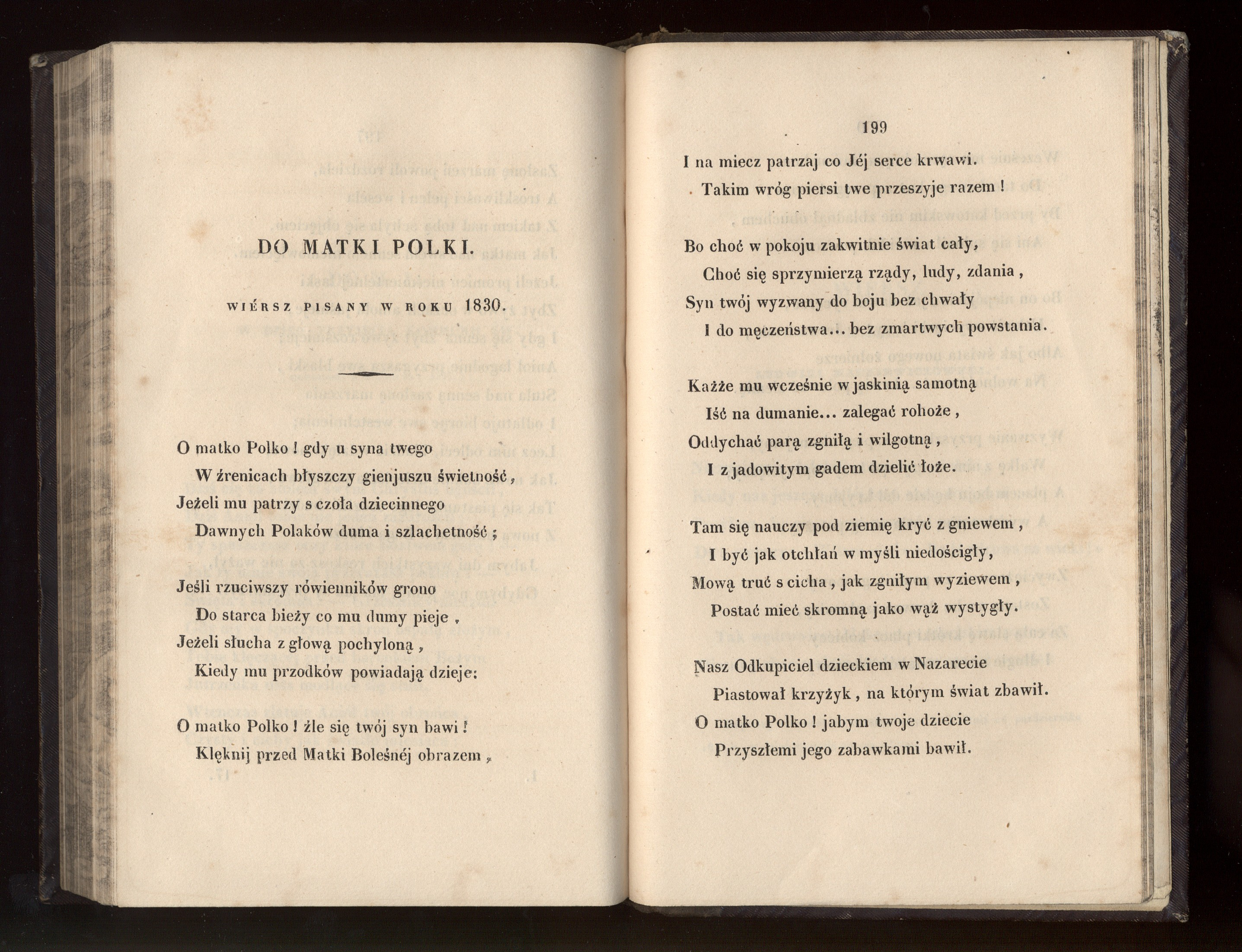
Fragment utworu Do Matki Polki Adama Mickiewicza
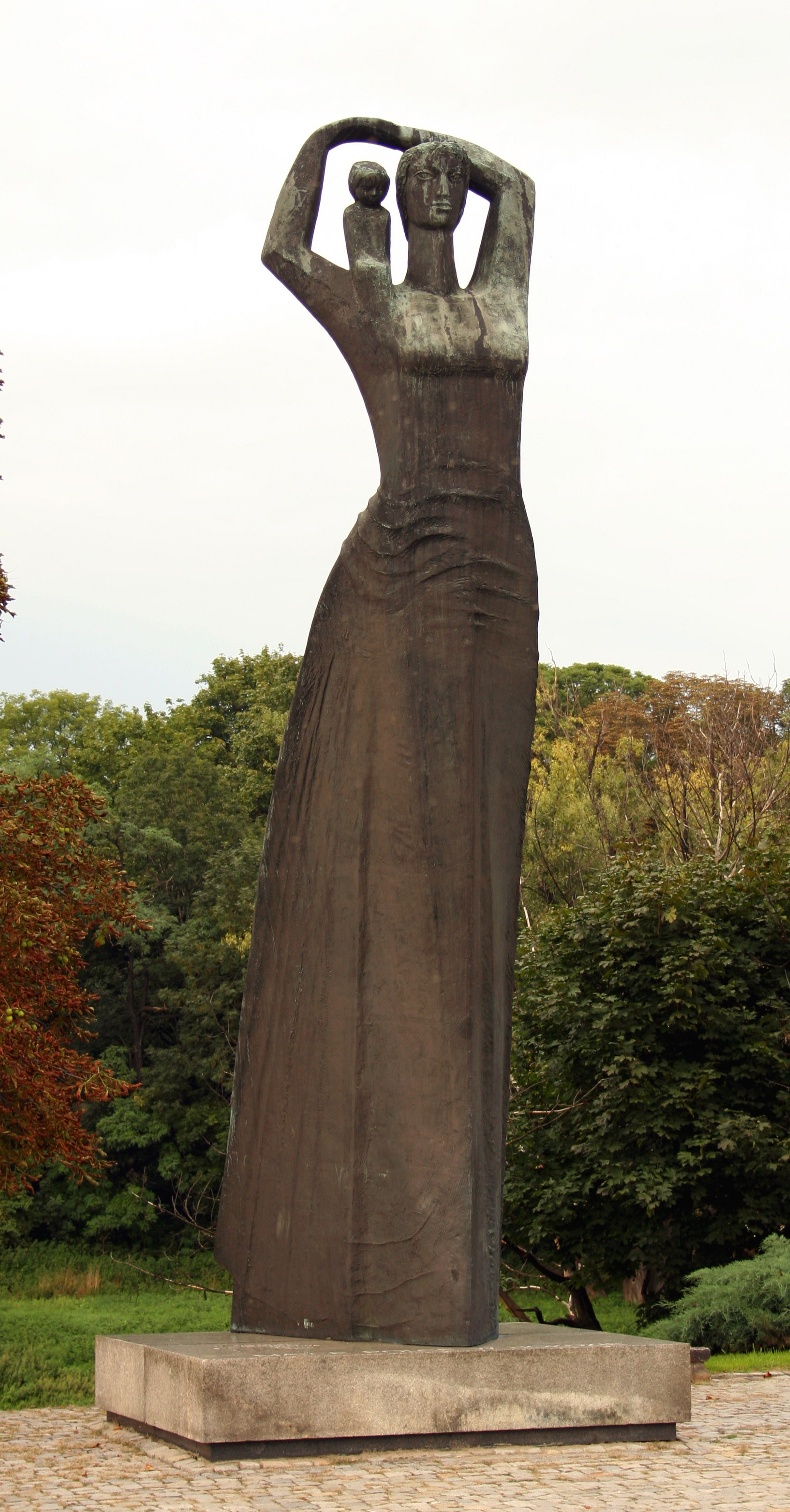
Pomnik Matki Polki w Raciborzu
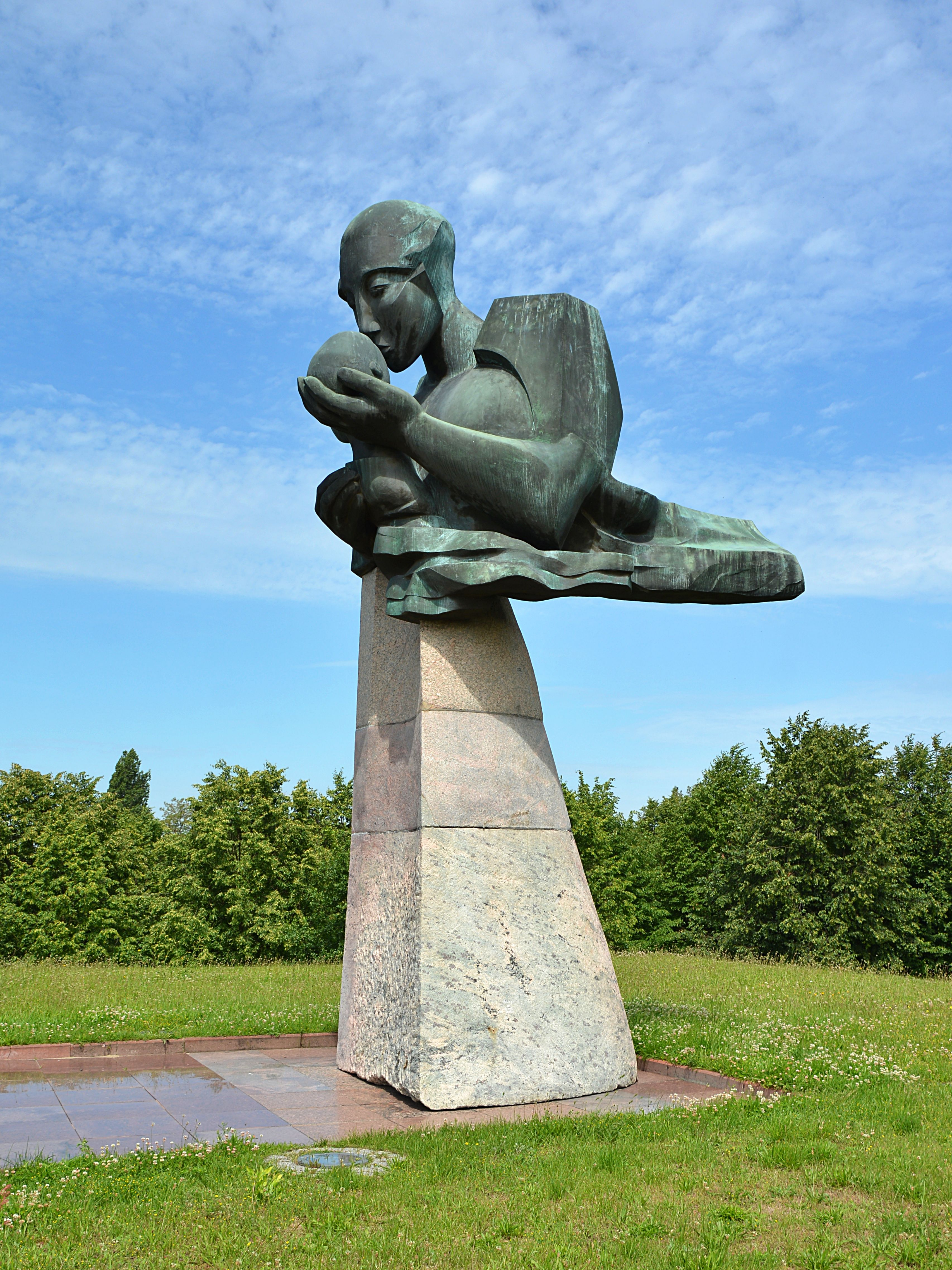
Pomnik Macierzyństwo przed Instytutem „Centrum Zdrowia Matki Polki” w Łodzi
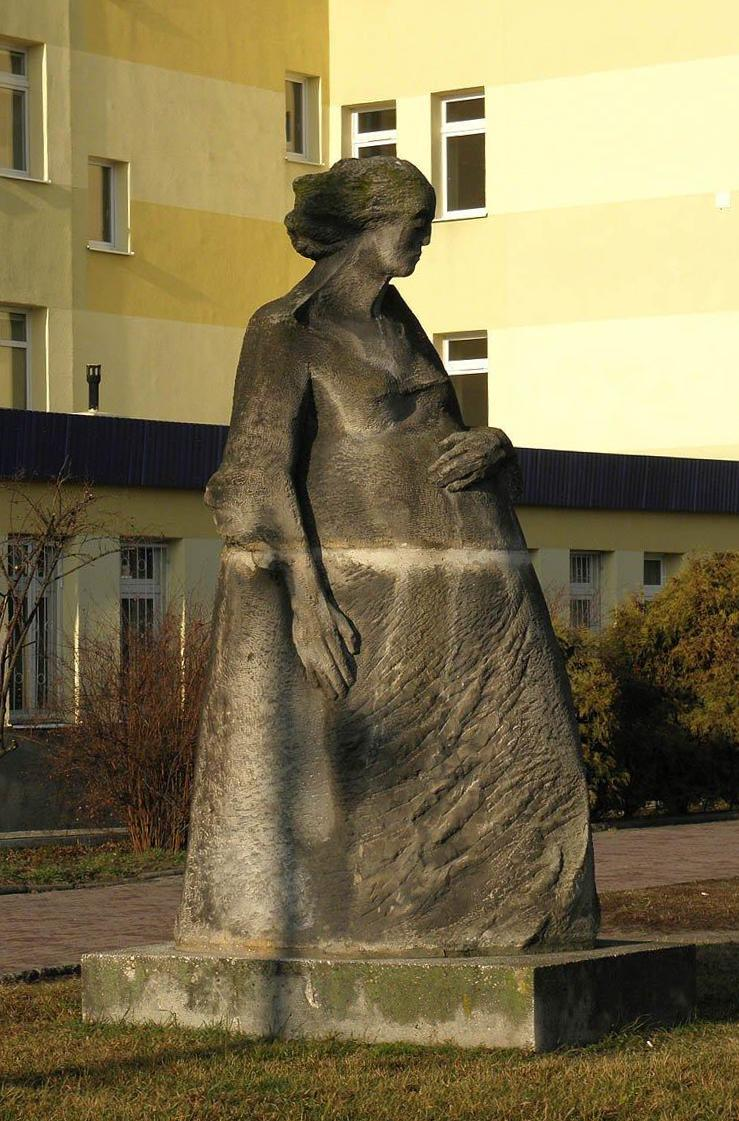
Pomnik Matki Polki w Radomiu